# Cantonul Combs-la-Ville
Cantonul Combs-la-Ville este un canton din arondismentul Melun, departamentul Seine-et-Marne, regiunea Île-de-France , Franța.

## Comune
- Combs-la-Ville (reședință)
- Lieusaint
- Moissy-Cramayel
- Réau